# Список Героев Советского Союза (Томская область)
Список Героев Советского Союза Томской области.

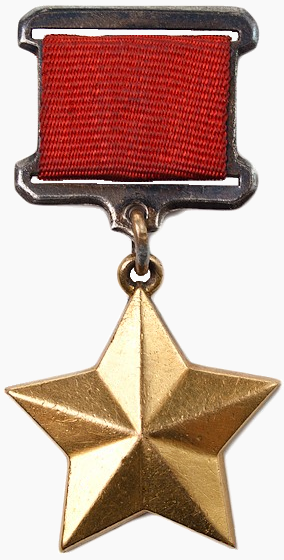
Медаль «Золотая Звезда» — вручалась Героям Советского Союза

## А
- Абросимов, Иван Александрович, род. 1922 г., полковник

## Б
- Бажин, Пётр Яковлевич, род. 1914 г., гвардии капитан
- Бакуров, Дмитрий Алексеевич, род. 1922 г., полковник
- Бараулин, Александр Адамович, род. 1923 г., полковник
- Барышев, Николай Герасимович, род. 1923 г., старшина
- Безукладников, Владимир Николаевич, род. 1924 г., младший лейтенант
- Белозерцев, Василий Дмитриевич, род. 1923 г., полковник
- Белоус, Владимир Никитович, род. 1916 г., майор
- Белошапкин, Клавдий Флегонтович, род. 1924 г., полковник
- Бельский, Алексей Ильич, род. 1914 г., полковник
- Бондаренко, Михаил Иванович, род. 1901 г., рядовой
- Борисов, Михаил Фёдорович, род. 1924 г., полковник
- Бурцев, Дмитрий Петрович, род. 1923 г., полковник

## В
- Вильдиманов, Алексей Владимирович, род. 1913 г., рядовой
- Власов, Андрей Яковлевич, род. 1913 г., майор
- Волков, Михаил Иванович, род. 1921 г., полковник
- Волохов, Александр Николаевич, род. 1923 г., подполковник
- Ворошилов, Геннадий Николаевич, род. 1923 г., младший сержант
- Вотинов, Африкан Иванович, род. 1918 г., мичман

## Г
- Гаврилов, Пётр Филиппович, род. 1914 г., майор
- Галецкий, Александр Демьянович, род. 1914 г., капитан
- Говоров, Леонид Александрович, род. 1897 г., Маршал Советского Союза
- Голещихин, Григорий Васильевич, род. 1925 г., капитан
- Горбачёв, Вениамин Яковлевич, род. 1915 г., генерал-майор
- Горский, Михаил Николаевич, род. 1904 г., генерал-майор
- Гуданов, Евгений Алексеевич, род. 1921 г., лейтенант
- Гурьев, Михаил Николаевич, род. 1924 г., подполковник

## Д
- Давыдов, Семён Семёнович, род. 1921 г., гвардии майор
- Деменков, Лаврентий Васильевич, род. 1918 г., лейтенант
- Денисов, Анатолий Михайлович, род. 1915 г., майор
- Дерябин, Юрий Иванович, род. 1923 г., полковник
- Дмитриев, Григорий Яковлевич, род. 1921 г., майор
- Домрачев, Александр Васильевич, род. 1904 г., гвардии полковник
- Дорохин, Иван Сергеевич, род. 1909 г., капитан
- Дорохов, Николай Яковлевич, род. 1920 г., старшина
- Дребот, Иван Захарович, род. 1913 г., младший командир
- Дудин, Леонид Никитович, род. 1916 г., майор

## Е
- Евсеенко, Владимир Романович, род. 1922 г., старший сержант
- Егоров, Гаврил Иосифович, род. 1918 г., гвардии сержант
- Едунов, Иван Григорьевич, род. 1924 г., рядовой
- Ерофеевский, Африкант Платонович, род. 1917 г., полковник
- Ерохин, Александр Константинович, род. 1900 г., сержант
- Ефанов, Михаил Карпович, род. 1910 г., старший сержант
- Ефимов, Леонид Николаевич, род. 1901 г., старший сержант
- Ефремов, Пётр Николаевич, род. 1925 г., гвардии сержант

## Ж
- Жданов, Ефим Афанасьевич, род. 1912 г., гвардии старший лейтенант
- Жихарев, Василий Дмитриевич, род. 1908 г., подполковник
- Жуков, Георгий Иванович, род. 1913 г., майор

## З
- Забагонский, Семён Александрович, род. 1910 г., сержант
- Заварзин, Андрей Никитович, род. 1919 г., полковник.
- Заикин, Сергей Яковлевич, род. 1914 г., старший лейтенант
- Зима, Иван Павлович, род. 1914 г., полковник
- Зинченко, Фёдор Матвеевич, род. 1902 г., полковник

## И
- Иванов, Василий Митрофанович, род. 1920 г., капитан
- Ивановский, Борис Андреевич, род. 1912 г., гвардии капитан
- Иноземцев, Аким Иванович, род. 1917 г., старший лейтенант

## К
- Калашников, Александр Петрович, род. 1914 г., гвардии старший лейтенант
- Камалдинов, Фарах Гимдеевич, род. 1914 г., старший лейтенант
- Карташов, Герольд Филиппович, род. 1924 г., гвардии сержант
- Каюкин, Михаил Иванович, род. 1918 г., гвардии майор
- Квитков, Александр Спиридонович, род. 1922 г., полковник
- Клейбус, Фёдор Степанович, род. 1918 г., капитан
- Клоков, Всеволод Иванович, род. 1917 г., партизан
- Колодников, Александр Иосифович, род. 1925 г., младший сержант
- Колодяжный, Пётр Семёнович, род. 1921 г., полковник
- Коростелёв, Павел Степанович, род. 1919 г., майор
- Коршунов, Павел Кузьмич, род. 1918 г., старший сержант
- Костюк, Андрей Васильевич, род. 1920 г., подполковник
- Котляр, Леонтий Захарович, род. 1901 г., генерал-полковник
- Кошкаров, Григорий Никифорович, род. 1924 г., лейтенант
- Кривохижин, Георгий Петрович, род. 1903 г., подполковник
- Кривошапкин, Аркадий Алексеевич, род. 1921 г., майор
- Кряжев, Василий Ильич, род. 1918 г., полковник
- Кузнецов, Иван Лазаревич, род. 1913 г., майор
- Кузьмин, Михаил Михайлович, род. 1918 г., старшина
- Кулешов, Владимир Иванович, род. 1920 г., полковник
- Кутейников, Михаил Петрович, род. 1903 г., генерал лейтенант

## Л
- Ланских, Тимофей Иванович, род. 1909 г., майор
- Лапердин, Николай Филиппович, род. 1920 г., рядовой
- Лахин, Григорий Родионович, род. 1916 г., старший лейтенант
- Лебедев, Алексей Фёдорович, род. 1924 г., младший лейтенант
- Лебедев, Михаил Васильевич, род. 1921 г., гвардии лейтенант
- Лимонов, Илья Дмитриевич, род. 1924 г., лейтенант
- Лопач, Николай Павлович, род. 1922 г., лейтенант
- Лут, Николай Евсеевич, род. 1918 г., гвардии старший сержант
- Лызин, Василий Петрович, род. 1914 г., полковник

## М
- Малыгин, Константин Алексеевич, род. 1905 г., генерал-майор
- Мельников, Борис Васильевич, род. 1923 г., капитан
- Миронов, Вениамин Борисович, род. 1912 г., гвардии полковник
- Митрошин, Павел Александрович, род. 1905 г., капитан
- Мишенин, Николай Михайлович, род. 1924 г., гвардии сержант
- Моисеев, Иван Тимофеевич, род. 1910 г., капитан
- Моисеевский, Александр Гаврилович, род. 1902 г., генерал-майор
- Морозов, Василий Федорович, род. 1912 г., подполковник
- Мусохранов, Александр Филиппович, род. 1921 г., сержант
- Мухамадиев, Хамза Мурсалиевич, род. 1907 г., гвардии старший сержант

## Н
- Новиков, Геннадий Иванович, род. 1915 г., майор

## О
- Октябрьская, Мария Васильевна, род. 1905 г., гвардии сержант
- Ольчев, Николай Данилович, род. 1922 г., лейтенант
- Орлянский, Павел Иванович, род. 1908 г., лейтенант

## П
- Панков, Алексей Иванович, род. 1902 г., полковник
- Папель, Арнольд Оскарович, род. 1922 г., сержант
- Пастырёв, Пётр Иосифович, род. 1921 г., гвардии капитан
- Пахолюк, Иван Арсентьевич, род. 1916 г., подполковник
- Пересыпкин, Фёдор Иванович, род. 1920 г., полковник
- Песков, Дмитрий Михайлович, род. 1914 г., майор
- Петров, Михаил Илларионович, род. 1919 г., партизан
- Петров, Павел Гаврилович, род. 1906 г., гвардии полковник
- Петрюк, Василий Демидович, род. 1922 г., подполковник
- Писарев, Георгий Иванович, род. 1919 г., генерал-майор
- Пищулин, Андриан Абрамович, род. 1903 г., гвардии старший лейтенант
- Плахотный, Николай Михайлович, род. 1922 г., капитан
- Подневич, Валентин Афанасьевич, род. 1923 г., старший лейтенант
- Позняков, Александр Александрович, род. 1919 г., лейтенант
- Пономарёв, Виктор Павлович, род. 1924 г., подполковник
- Привалов, Иван Михайлович, род. 1921 г., старший лейтенант
- Прохоров, Иван Иванович, род. 1926 г., гвардии рядовой
- Птухин, Александр Мефодьевич, род. 1923 г., лейтенант

## Р
- Ражев, Константин Иванович, род. 1922 г., капитан
- Ратов, Андрей Иванович, род. 1893 г., полковник
- Рахматулин, Шамиль Саидович, род. 1920 г., гвардии капитан
- Редковский, Николай Иванович, род. 1921 г., полковник
- Романец, Степан Васильевич, род. 1914 г., подполковник
- Рубленко, Иван Александрович, род. 1919 г., полковник
- Рукавишников, Николай Николаевич, род. 1932 г., космонавт

## С
- Салихов, Эсед Бабастанович, род. 1919 г., лейтенант
- Самбук, Иван Елисеевич, род. 1919 г., подполковник
- Сапожников, Абрам Самуилович, род. 1923 г., капитан
- Сигаков, Дмитрий Ильич, род. 1921 г., майор
- Сидельников, Василий Михайлович, род. 1921 г., старшина
- Скрылёв, Виктор Васильевич, род. 1922 г., лейтенант
- Сметанин, Григорий Андреевич, род. 1918 г., полковник
- Смирнов, Василий Иванович, род. 1917 г., майор
- Смирнов, Сергей Григорьевич, род. 1902 г., полковник
- Соколов, Василий Павлович, род. 1902 г., генерал-майор
- Соломоненко, Иван Иванович, род. 1919 г., полковник
- Сорокин, Василий Андреевич, род. 1908 г., майор
- Спиряков, Иван Фёдорович, род. 1915 г., лейтенант
- Стерин, Ефим Ильич, род. 1924 г., гвардии лейтенант
- Стрыгин, Василий Петрович, род. 1920 г., полковник
- Суковатов, Николай Иванович, род. 1921 г., подполковник
- Сухарев, Сергей Яковлевич, род. 1923 г., ефрейтор
- Сухин, Семён Захарович, род. 1905 г., лейтенант

## Т
- Тарасов, Фёдор Илларионович, род. 1915 г., подполковник
- Тимонов, Василий Николаевич, род. 1919 г., старший лейтенант
- Тимофеев, Дмитрий Фомич, род. 1907 г., рядовой
- Тищенко, Матвей Матвеевич, род. 1906 г., лейтенант
- Толстой, Иван Федосеевич, род. 1920 г., полковник
- Трифонов, Феоктист Андреевич, род. 1921 г., старший лейтенант
- Трофимов, Фёдор Леонтьевич, род. 1919 г., рядовой
- Тюрин, Иван Григорьевич, род. 1921 г., генерал-майор

## У
- Ушаков, Николай Григорьевич, род. 1902 г., генерал-майор

## Ф
- Фёдоров, Николай Григорьевич, род. 1918 г., полковник
- Федюков, Алексей Григорьевич, род. 1925 г., гвардии сержант
- Филиппов, Василий Макарович, род. 1921 г., старший лейтенант
- Филоненко, Борис Николаевич, род. 1924 г., старший лейтенант

## Х
- Худяков, Виктор Леонидович, род. 1923 г., капитан

## Ц
- Цивчинский, Виктор Гаврилович, род. 1906 г., полковник
- Цоколаев, Геннадий Дмитриевич, род. 1916 г., подполковник

## Ч
- Черненко, Василий Фёдорович, род. 1924 г., гвардии сержант
- Черников, Иван Николаевич, род. 1910 г., капитан
- Чернов, Григорий Иванович, род. 1901 г., генерал-лейтенант
- Черных, Иван Сергеевич, род. 1918 г., младший лейтенант
- Чернышёв, Борис Константинович, род. 1924 г., полковник
- Чичкан, Фёдор Иванович, род. 1918 г., подполковник
- Чудинов, Пётр Алексеевич, род. 1917 г., гвардии капитан

## Ш
- Шакшуев, Фёдор Михайлович, род. 1925 г., гвардии рядовой
- Шилин, Афанасий Петрович, род. 1924 г., генерал-лейтенант
- Шишкин, Александр Иванович, род. 1910 г., гвардии лейтенант
- Шуклин, Илья Захарович, род. 1922 г., гвардии старший лейтенант
- Шулятиков, Василий Александрович, род. 1917 г., старший лейтенант
- Шумаков, Георгий Евгеньевич, род. 1923 г., капитан

## Щ
- Щекотов, Григорий Феоктистович, род. 1924 г., младший сержант

## Ю
- Юрьев, Михаил Макарович, род. 1918 г., капитан

## Я
- Ярославцев, Сергей Иванович, род. 1921 г., подполковник